# Erich Schmitt
Erich Schmitt (6 de agosto de 1912 - 29 de outubro de 1979) foi um handebolista de campo suíço, medalhista olímpico.
Fez parte do elenco do bronze olímpico de handebol de campo nas Olimpíadas de Berlim de 1936.